# Зарьево
За́рьево — деревня в Смоленской области России, в Сафоновском районе. Население – 40 жителей (2007 год) . Расположена в центральной части области в 12 км к северо-западу от города Сафонова, в 7 км севернее автодороги М1 «Беларусь», на берегу реки Ведоса. В 8 км южнее от деревни железнодорожная станция Вышегор	 на линии Москва — Минск. Входит в состав Рыбковского сельского поселения.

## История
В годы Великой Отечественной войны деревня была оккупирована гитлеровскими войсками в сентябре 1941 года, освобождена в 1943 году.